# Bandit (film)
Bandit è un film canadese del 2022 diretto da Allan Ungar e tratto da una storia vera. È tratto dal libro The Flying Bandit di Robert Knuckle, che racconta la storia vera di Gilbert Galvan Jr., che detiene ancora il record per il maggior numero di rapine consecutive nella storia canadese.
Il film è stato distribuito il 23 settembre 2022.

## Trama
Dopo essere evaso di prigione, Gilbert Galvan Jr. lascia gli Stati Uniti e fugge in Canada, dove assume la nuova identità di Robert Whiteman; grazie ai consigli dell'astuto Tommy Kay l'uomo scopre di avere un vero e proprio talento nello svaligiare banche, tanto da riuscire a compiere numerose rapine anche in uno stesso giorno, utilizzando i più svariati travestimenti. Gilbert tiene al contempo nascosti i suoi innumerevoli segreti ad Andrea, la donna con cui ha intrapreso una relazione, ma sulle sue tracce si trova un investigatore particolarmente tenace che ha puntato tutta la propria carriera sulla sua cattura.

## Produzione

### Casting
Il 30 ottobre 2020 venne annunciato che Josh Duhamel avrebbe interpretato Gilbert Galvan Jr. in un adattamento del libro The Flying Bandit di Robert Knuckle. Il 19 maggio 2021, Mel Gibson ed Elisha Cuthbert si sono uniti al cast. Il 15 giugno 2021, Nestor Carbonell si è unito al cast.

### Riprese
Le riprese avrebbero dovuto svolgersi ad Ottawa e Vancouver ma a causa della pandemia di COVID-19, la produzione si è spostata in Georgia, nell'area di Valdosta. Nel settembre 2021 si sono svolte delle riprese aggiuntive ad Ottawa. Il programma delle riprese è stato ridotto da 32 a 21 giorni, col regista che chiese aiuto a Carbonell per la direzione di alcune unità. Quest'ultimo, durante le scene di inseguimento, si strappò il tendine d'Achille; ma decise comunque di completare le riprese prima di sottoporsi ad un intervento.

## Distribuzione
In Canada Bandit è stato distribuito dalla Quiver a partire dal 23 settembre 2022; in Italia il film è stato invece distribuito dalla Minerva Pictures direttamente in digitale dall'11 marzo 2023, e successivamente in home-video.